# Fidelitat (Josep Maria de Sagarra)
Fidelitat és un poema dramàtic, en tres actes i en vers, original de Josep Maria de Sagarra, estrenat al teatre Romea de Barcelona, la vetlla del 14 de novembre de 1924.

## Repartiment de l'estrena
- Antònia, mare de Valentí: Maria Morera.
- Valentí: Pius Daví.
- Elvira, muller de Valentí: Maria Vila.
- Jeroni, pare d'Elvira: Domènec Aymerich.
- Francina, mare d'elvira: Matilde Xatart.
- Segimon: Enric Lluelles.
- Moscatell: August Barbosa
- Jep: Evelí Galceran.
- Miquelet: Delfí Biosca.
- L'Ermità de Sant Ramon: Lluís Teixidor
- Rosa: Maria Redó
- La Delicada: Lluïsa Rodríguez.
- Clara: Teresa Gay.
- Veïna primera: Elvira Jofre.
- Veïna segona: M. Arroyo.